# Красаниј де Жос (Јаломица)
Красаниј де Жос (рум. Crăsanii de Jos) насеље је у Румунији у округу Јаломица у општини Балачу. Oпштина се налази на надморској висини од 39 m.

## Становништво
Према подацима из 2002. године у насељу је живело 374 становника, од којих су сви румунске националности.